# Conwy Railway Bridge
Conwy Railway Bridge (někdy i Conwy Tubular Bridge) je železniční tubusový most ve velšském městě Conwy.
Architektem mostu byl William Fairbairn a jeho konstruktérem Robert Stephenson. Po dokončení v roce 1848 se stal prvním dokončeným tubusovým mostem na světě. Byl vystavěn jako součást železnice Chester and Holyhead Railway, která vede z přístavu v Holyheadu do Crewe. Na této železnici se nacházel i další Stephensonův tubusový most Britannia Bridge, který překlenul Menaiskou úžinu. Po rekonstrukci mostu Britannia Bridge se stal železniční most v Conwy jediným mostem svého druhu na světě.
Hlavní část mostu tvoří 125 m dlouhý tubus ze svářkové oceli. Na obou koncích mostu se nacházejí pylony, které mají vzhledově ladit s hradem Conwy, který se nachází v blízkosti mostu. Železniční most je jedním ze tří, které pod hradem překlenují řeku Conwy; hned vedle něj se nachází visutá lávka Conwy Suspension Bridge a moderní silniční most Conwy Road Bridge.

### Externí odkazy

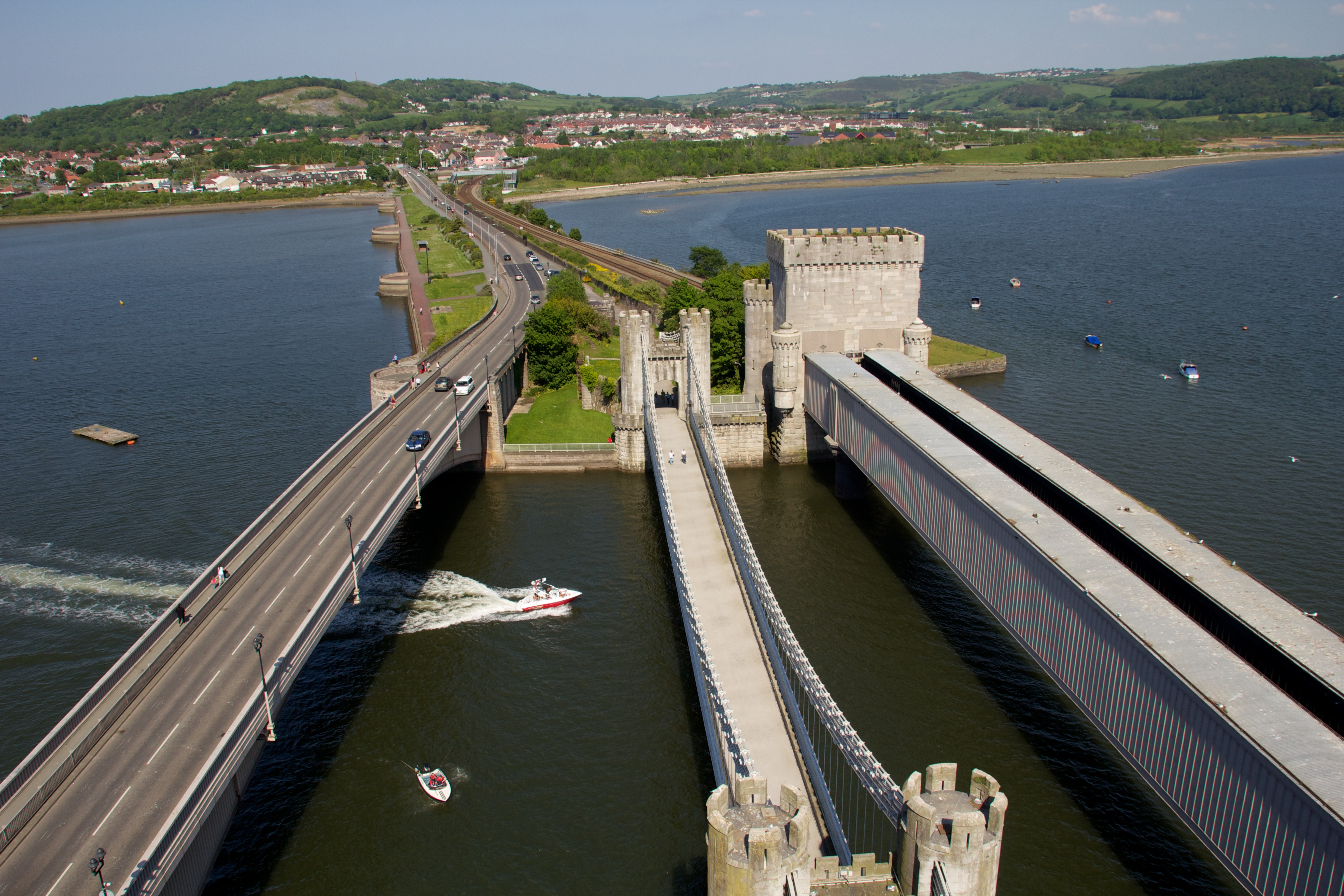
Pohled shora, Conwy Bridge vpravo